# Прати, Памела
Памела Прати (итал. Pamela Prati; род. 26 ноября 1958, Оциери) — итальянская актриса, танцовщица, модель, певица и телеведущая.

## Биография
Памела Прати родилась на Сардинии, её отец был испанцем, а мать — итальянкой. Настоящее имя — Паола Пиредду.
В позднем подростковом возрасте Памела переехала в Рим, где работала моделью, периодически появляясь на телевидении в различных шоу. Прати привлекла много внимания, когда она появилась на обложке альбома Адриано Челентано «Un po' artista un po' no» в 1980 году. В том же году она сыграла главную роль в первом фильме — эротической комедии «Жена в белом… Любовник перец». За этим последовали другие фильмы, а тем временем Прати начала изучать искусство танца, пения и дикции. Вскоре Прати стала выступать на телевидении в различных варьете и на сцене в театральных постановках.
Прати участвовала в трех конкурсах красоты в 1983 году — «Мисс Италия», «Мисс Сардиния» и «Мисс Вселенная». В 1996 году она выпустила свой альбом под названием «Il tango delle 11».
В 1992 году Прати выступала в таких телепередачах на Canale 5, как «Scherzi a Parte» и «La sai l’ultima?». Она также появилась на реалити-шоу, таких как «L’Isola dei Famosi 6» и «Grande Fratello VIP» в 2016 году.